# Very Large Telescope

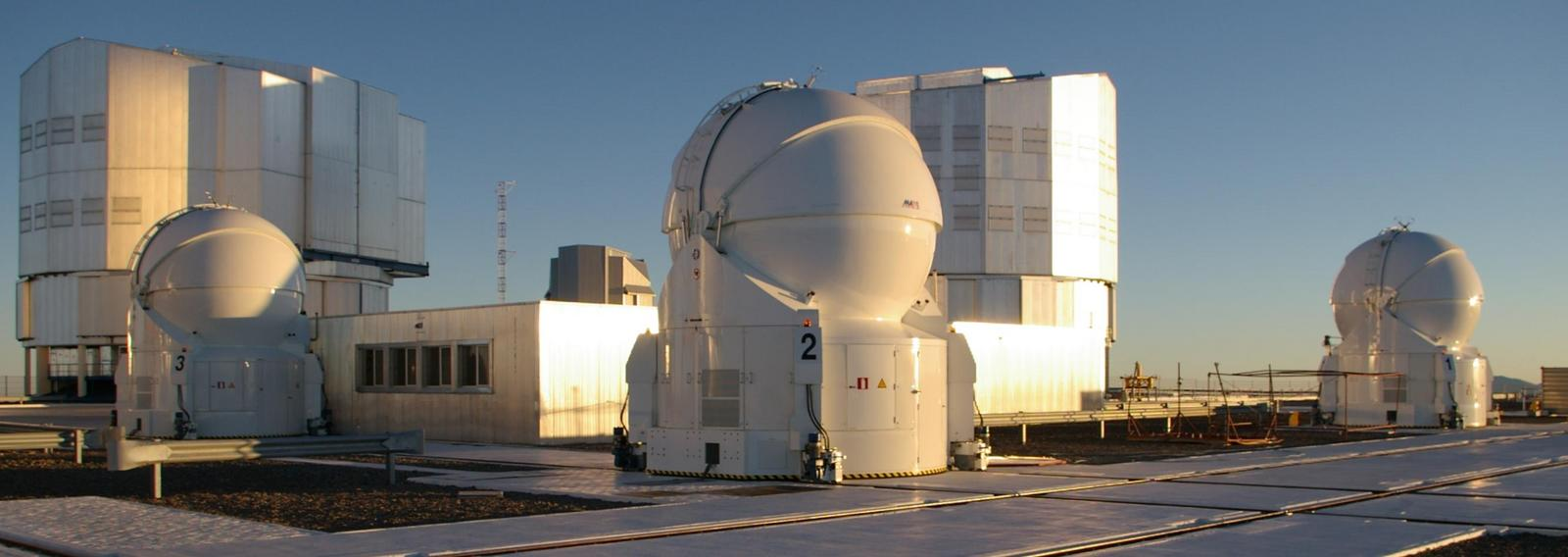
A három kisebb távcső, a háttérben két nagy távcsővel

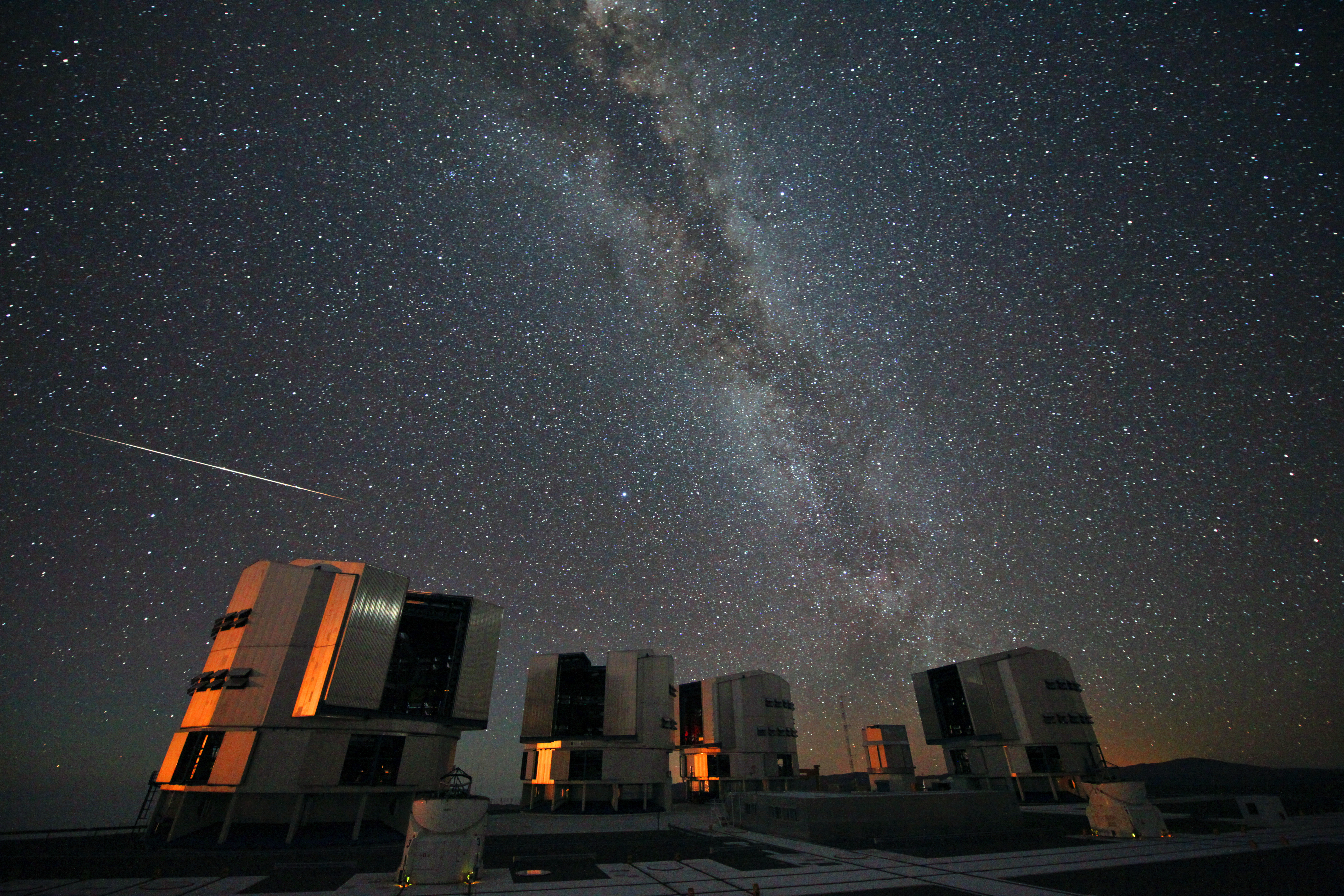
A Perseidák 2010-ben a VLT fölött

A Very Large Telescope (rövidítve: VLT, magyarul: nagyon nagy távcső) a világ egyik legnagyobb csillagászati távcső-rendszere, mely négy, egyenként 8,2 méter átmérőjű tükrös távcsőből áll. A teleszkópok neveit egy helyi indián nyelvből vették: Antu (Nap), Kueyen (Hold), Melipal (Dél keresztje) és Yepun (Vénusz).

## Leírása
A csillagvizsgáló a 2635 méter magas Cerro Paranal hegyen, az Atacama-sivatagban van Chilében, és az Európai Déli Obszervatórium (angolul European Southern Observatory, ESO) üzemelteti. A négy távcső működhet egymástól függetlenül is, de a négy távcsövet összekapcsolva, interferométer segítségével sokkal nagyobb, 130 méter átmérőjű távcsőének megfelelő felbontás érhető el. Az interferometrikus megfigyelést segíti négy kisebb, mozgatható, 1,8 méter átmérőjű távcső.
A teleszkópok tükreit speciális, minimális hőtágulású kerámiából készítették Németországban, majd Franciaországban csiszolták.
A kerámia önmagában nem tükrözi a fényt, sötét borostyán színű. A tükör fényvisszaverő képességét összesen 12 grammnyi, 18 nanométer vastag alumíniumréteg adja.

## Eredményei
2009 februárjában először készítettek képeket az interferométerrel (egyelőre a segédtávcsövekkel): a T Leporis Mira típusú változócsillagról sikerült képet alkotni, melyen a csillag korongja mellett a Mira változókra jellemző gázburok is látható, melynek átmérője a földpályáéval összemérhető.
Felfedezte a 2M 1207b-t, az első exobolygót, amelyet (a Gaël Chauvin francia csillagász vezette kutatócsoportnak) sikerült közvetlenül is megörökíteni, infravörös tartományban, az ESO 8,2 méteres VLT (Yepun) távcsövével, 2005 őszén.

## Kapcsolódó szócikk
- Rendkívül Nagy Európai Távcső

## Külső hivatkozások
- Visits to the Paranal Site
- ESO VLT
- ESO VLTI
- Delay Lines for the Very Large Telescopes Archiválva 2012. július 16-i dátummal a Wayback Machine-ben
- The VLTI Delay Lines Archiválva 2008. október 6-i dátummal a Wayback Machine-ben
- The VLTI Delay Line
- ASTROVIRTEL Accessing Astronomical Archives as Virtual Telescopes
- Telescope to challenge moon doubters
- Travelogue VLT Visit
- VLT images